# Smith & Nephew
 (août 2018).
Si vous disposez d'ouvrages ou d'articles de référence ou si vous connaissez des sites web de qualité traitant du thème abordé ici, merci de compléter l'article en donnant les références utiles à sa vérifiabilité et en les liant à la section « Notes et références ».
Smith & Nephew est une entreprise britannique de matériel médical faisant partie de l'indice FTSE 100. En France, l'entreprise est notamment installée à Neuilly-sur-Seine depuis mars 2017. Elle était auparavant au Mans dans le technopôle Novaxis.

## Histoire
Smith & Nephew prend naissance en 1856 quand Thomas James Smith ouvre une petite pharmacie à Hull en Angleterre. À la mort de ce dernier en 1896, son neveu Horatio Nelson Smith dirige l'entreprise.
En 1914, la société signe un contrat d'approvisionnement de matériel médical de £350 000 avec l'État français. En octobre 1914, l'armée belge perd tout son équipement médical et commande pour 10 tonnes de matériel que Smith & Nephew produit et livre en moins de 2 jours[réf. nécessaire]. Pendant la première guerre mondiale, Smith & Nephew fournit également les armées de Serbie, des États-Unis et la Croix-Rouge américaine. Pendant cette période, l'entreprise est passée de 50 à 1 200 salariés.
Smith & Nephew est inscrit à la bourse de Londres en 1937, et à la bourse de New York en 1999. En 2001, elle intègre l'index FTSE 100 de la bourse de Londres.
En 1953, Smith & Nephew développe un plâtre spécial à basse température pour la première ascension du mont Everest[réf. nécessaire].
En 1986, Smith & Nephew fait deux acquisitions majeures : Richards, société médicale de Memphis, spécialisée dans les produits orthopédiques et Dyonics spécialisée dans l'arthroscopie.
En février 2014, Smith & Nephew acquiert ArthroCare, spécialisé dans la médecine du sport, pour 1,7 milliard de dollars,.
En mai 2016, Smith & Nephew annonce la vente de ses activités liées à la gynécologie pour 350 millions de dollars à Medtronic. La gynécologie ne représentait qu'1 % de l'activité du groupe. Cette même année, Smith & Nephew France reçoit le prix Galien pour son système de traitement des plaies par pression négative.
En mars 2017, Smith & Nephew déménage son siège français du Mans à Neuilly-sur-Seine pour des raisons logistiques[réf. nécessaire].
En mars 2019, Smith & Nephew annonce l'acquisition d'Osiris Therapeutics pour 600 millions de dollars.

## Activité
Smith & Nephew opère dans 100 pays en médecine du sport, en reconstruction orthopédique, en traumatologie et extrémités et dans le traitement avancé des plaies[réf. nécessaire].
Les États-Unis représentent le principal marché du groupe. Les autres marchés établis comprennent l'Australie, le Canada, l'Europe, le Japon et la Nouvelle-Zélande. Les marchés émergents comprennent la Chine, l'Inde, la Russie, la France, le Moyen-Orient, l'Afrique et l'Amérique Latine.
En 2017, Smith & Nephew a généré un chiffre d'affaires de 4,765 millions de dollars. En France, l'entreprise a généré 129 millions d'euros.
En 2018, le groupe détient 15 usines de fabrication à travers le monde.

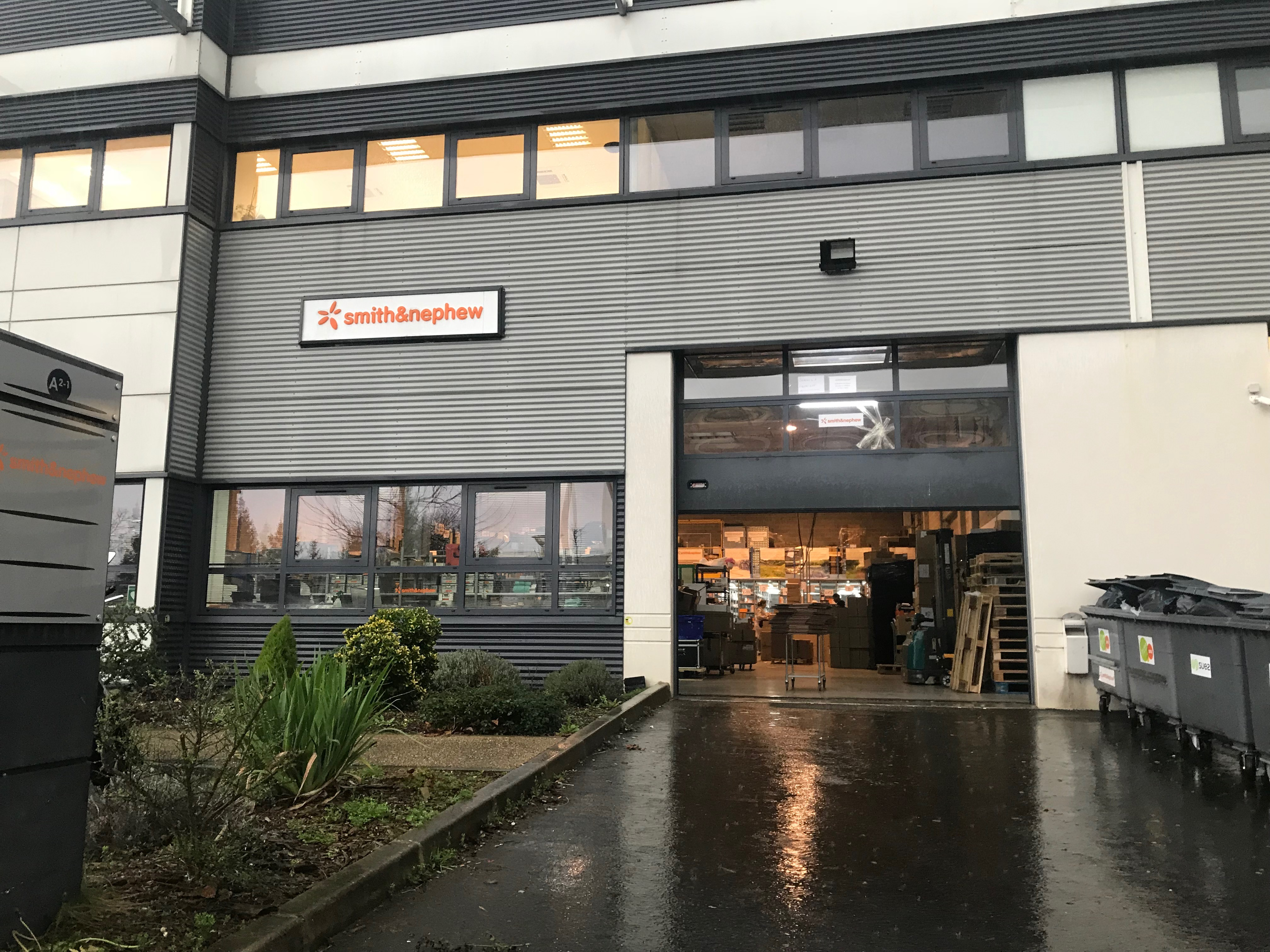
Magasin Smith & Nephew à Gennevilliers en France.

## Gouvernance de l'entreprise
Depuis avril 2011, Olivier Bohuon est le CEO de Smith & Nephew et exerce cette fonction pendant 7 ans jusqu'à sa démission en avril 2018.
Namal Nawana le remplace en mai 2018 et devient le nouveau CEO de Smith & Nephew.

## Actionnaires
Liste des principaux actionnaires de l'entreprise au 17 avril 2022 : 
| Actionnaire                           | %      |
| ------------------------------------- | ------ |
| Wellington Management                 | 4,88 % |
| BlackRock Investment Management (UK)  | 3,85 % |
| Thornburg Investment Management       | 3,23 % |
| The Vanguard Group                    | 3,13 % |
| WCM Investment Management             | 3,11 % |
| BlackRock Fund Advisors               | 2,83 % |
| Walter Scott & Partners               | 2,51 % |
| Norges Bank Investment Management     | 2,21 % |
| Legal & General Investment Management | 1,95 % |
| Rathbone Investment Management        | 1,91 % |

## Incidents
En mai 2011, l'Afssaps annonce le rappel des lingettes Remove et Skin-Prep produites par Smith & Nephew à la suite d'un risque de contamination bactérienne.